# Stawianie poprzeczki nad T

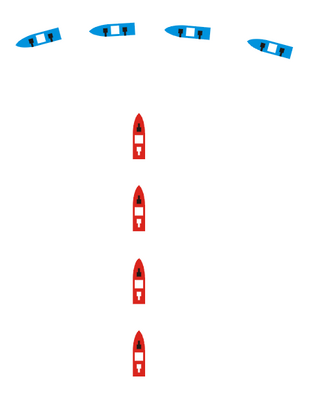
Na obrazku niebieskie okręty stawiają poprzeczkę nad T czerwonym okrętom.

Poprzeczka nad T, oficjalnie nazywane obejściem czoła kolumny przeciwnika – manewr morski wykorzystywany w czasach okrętów artyleryjskich. W manewrze tym, grupa okrętów, najczęściej pancerników przepływa prostopadle przed czołem wrogiej kolumny okrętów. Pozwala to okrętom wykonującym taki ruch wprowadzić do akcji wszystkie wieże (dziobowe i rufowe) oraz artylerię średniego kalibru znajdującą się na burtach. Okręty będące podstawą litery T mogą odpowiedzieć ogniem tylko z wież dziobowych, a często również zasłaniają sobie nawzajem cele.
Możliwość obchodzenia czoła kolumny, była dostępna dopiero pod koniec XIX i na początku XX wieku, kiedy na okrętach wprowadzono obrotowe wieże artyleryjskie oraz napęd parowy. Taktyka ta stała się bezużyteczna kiedy powstała nowa broń – rakieta.

## Stosowanie taktyki
Okręty płynące do boju przyjmowały szyk liniowy, gdzie jeden okręt podążał za drugim. To dawało okrętom szerokie pole ostrzału, poza 2 martwymi strefami, od strony dziobu, oraz rufy. Okręty mając czyste pole ostrzału w prostej linii, atakowały inne okręty płynące często równolegle do nich. W takiej bitwie o zwycięstwie nie decydował dowódca, a łut szczęścia, uzbrojenie, prędkość, opancerzenie, oraz załoga okrętu.
Zastosowanie manewru, zmieniało bitwę morską, i nie była ona już „grą w kości”. Jako najkorzystniejsze ułożenie dla okrętów w poprzeczce, mogły one skoncentrować się na konkretnym okręcie salwą całoburtową wielu okrętów, czego żaden cel długo nie wytrzyma. Zaprojektowana dla pancerników, taktyka była często wykorzystywana przez krążowniki.
Manewr został wykorzystany między innymi podczas bitew pod Lissą, pod Cuszimą, koło przylądka Ésperance oraz bitwy morskiej o Leyte.